# BlackRock
BlackRock Inc. (englisch für ‚schwarzer Fels‘) ist eine börsennotierte, international tätige US-amerikanische Investmentgesellschaft mit Sitz in New York City. Mit 12,53 Billionen US-Dollar an verwaltetem Vermögen (Stand: Ende Juni 2025) ist BlackRock der weltgrößte Vermögensverwalter. BlackRocks Kundschaft besteht aus Privatanlegern und Institutionen wie Banken, Pensionskassen, Stiftungen, Versicherern, Staatsfonds und Zentralbanken. Der Hauptsitz von BlackRock befindet sich im Wolkenkratzer 50 Hudson Yards im Viertel Hudson Yards in Midtown Manhattan. Die Aktien des Unternehmens werden an der New York Stock Exchange gehandelt.
Das Risikomanagement- und Anlageunternehmen wurde 1988 von Larry Fink gegründet. Es ist mit Anteilen zwischen 1 % und 9 % an allen bisherigen 40 DAX-Unternehmen beteiligt, bei sieben davon als größter Anteilseigner. Es ist außerdem der größte Einzelaktionär an der Deutschen Börse. BlackRock ist über die Marke iShares im Geschäft mit börsengehandelten Fonds (ETF) tätig. In diesem Geschäftsfeld kommt die Gesellschaft auf einen globalen Marktanteil von 37 % (Stand: 2018). Im Jahr 2020 kommt BlackRock in Europa bei den verwalteten ETFs auf einen Marktanteil von 40 %.
BlackRock macht im Rahmen des Stimmrechtsmandates auf Hauptversammlungen und bei Treffen mit der Geschäftsleitung seinen Einfluss geltend. Das Unternehmen tritt dabei als Treuhänder auf.

## Geschichte

### 1988–1998

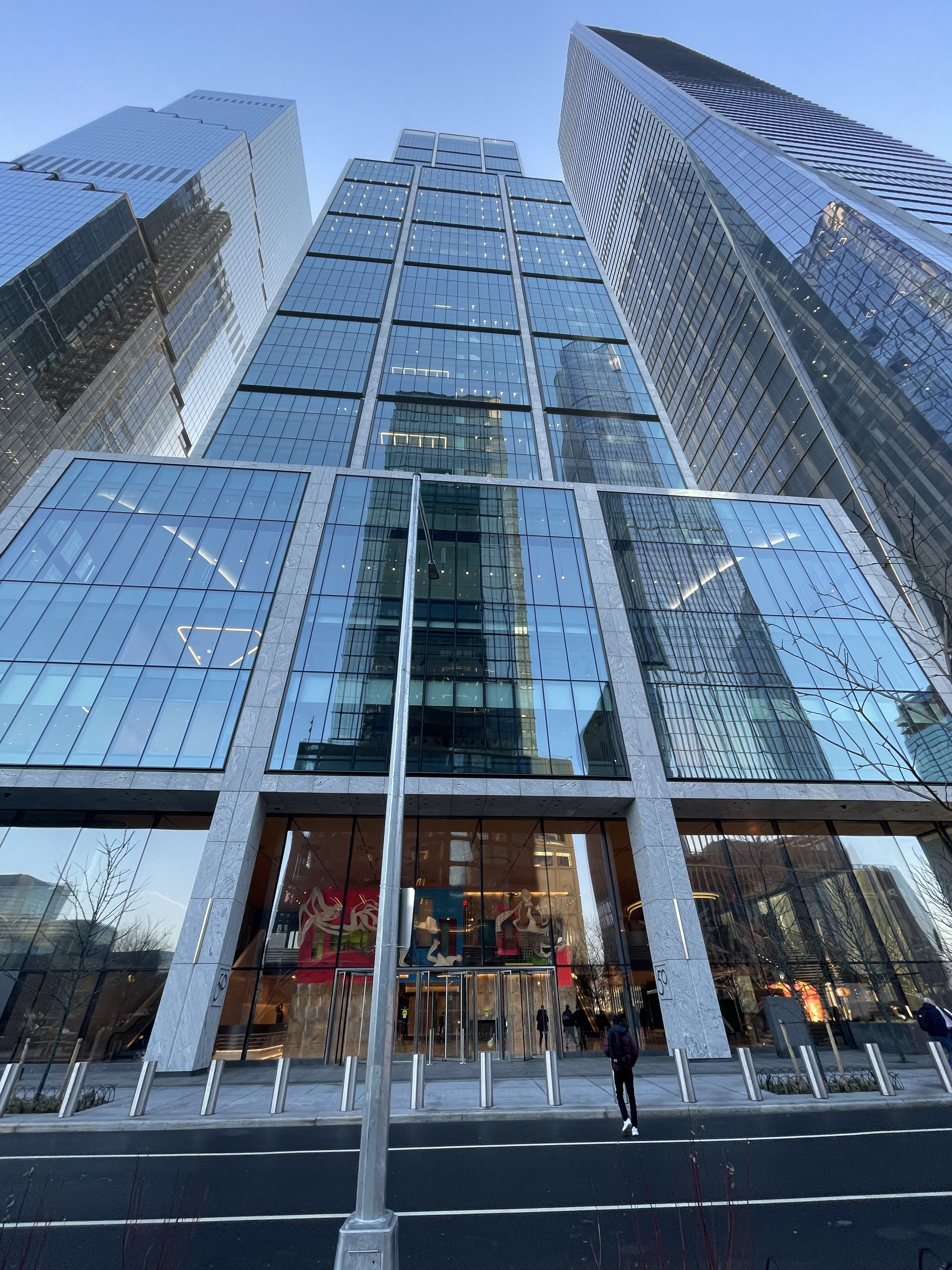
50 Hudson Yards, Hudson Yards/Midtown Manhattan, Sitz von BlackRock

BlackRock wurde am 9. März 1988 von Larry Fink, Robert S. Kapito, Susan Wagner, Barbara Novick, Ben Golub, Hugh Frater, Ralph Schlosstein und Keith Anderson gegründet, um institutionellen Anlegern Vermögensverwaltung mit dem Fokus auf Risikomanagement anzubieten.
Fink, Kapito, Golub und Novick hatten zuvor gemeinsam bei der Investmentbank First Boston gearbeitet, wo sie Pioniere im Geschäft mit hypothekenbesicherten Wertpapieren (englisch mortgage-backed securities) waren. Während seiner Zeit bei First Boston verlor Fink bei Investmentgeschäften 100 Millionen US-Dollar. Diese Erfahrung soll für Fink die Motivation gewesen sein, branchenführende Risikomanagement- und Treuhand-Prozesse zu entwickeln.
Fink versuchte eine Finanzierung von Peter George Peterson, dem Mitbegründer der Blackstone Group, zu erhalten. Dieser unterstützte Finks Idee. Zunächst wurde der Vermögensverwalter als eine interne Finanzmanagementgruppe der Blackstone Group unter dem Namen Blackstone Financial Management gegründet. Im Austausch für 50 % der Anteile im Anleihengeschäft erhielten Fink und sein Team eine Kreditlinie von 5 Millionen US-Dollar. Innerhalb von Monaten hatten sich die Assets under management auf 2,7 Milliarden US-Dollar erhöht und das Unternehmen war profitabel. Das Unternehmen fokussierte sich zunächst auf Hypothekendeals und festverzinsliche Anlagen.
Bis 1992 hatte sich aufgrund der Herausgabe weiterer Mitarbeiteranteile der Anteil von Blackstone auf 32 % reduziert. Fink und der Blackstone-CEO Stephen A. Schwarzman planten einen Börsengang des Unternehmens. Am Ende des Geschäftsjahres 1992 verwaltete BlackRock 17 Milliarden US-Dollar, 53 Milliarden US-Dollar am Ende des Geschäftsjahres 1994. Aufgrund strategischer Differenzen zwischen Fink und Schwarzman verkaufte Blackstone 1994 seinen Anteil in Höhe von 240 Millionen US-Dollar an PNC Financial Services. Das Unternehmen erhielt den neuen Namen BlackRock. 1998 konsolidierte PNC alle Geschäftsbereiche seiner Vermögensverwaltung bei BlackRock.

### 1999–2009
1999 erfolgte der Börsengang an der New York Stock Exchange (NYSE) mit einem Ausgabepreis von 14 US-Dollar pro Aktie. Die Aktien sind unter dem Kürzel BLK gelistet. Im selben Jahr begann BlackRock, seine proprietäre Aladdin-Technologie für externe Anleger anzubieten. Am Ende des Geschäftsjahres 1999 verwaltete BlackRock 165 Milliarden US-Dollar.
In den folgenden Jahren wuchs BlackRock organisch, als auch durch Akquisitionen. 2004 erwarb die SSRM Holdings, Inc von Metlife für 325 Millionen US-Dollar an Barreserven und 50 Millionen US-Dollar in Aktienoptionen. Das Geschäft erhöhte BlackRocks verwaltetes Vermögen auf 325 Milliarden US-Dollar. 2006 erwarb BlackRock Merrill Lynch Investment Management, die Vermögensverwaltung von Merrill Lynch. Durch den Deal halbierte sich der Anteil von PNC an BlackRock und Merrill Lynch erhielt einen Anteil von 49,5 % an BlackRock. 2007 wurde das Dachfondsgeschäft von Quellos Capital Management übernommen.
Im Jahr 2008 wurde BlackRock von der US-Regierung beauftragt, die hypothekenbesicherten Wertpapiere von Bear Stearns zu analysieren. Im Zuge der Finanzkrise von 2008 kam BlackRock eine Schlüsselrolle zu. Es war an den Rettungspaketen für AIG und die Citigroup beteiligt und überwachte für das US-Finanzministerium die Bilanzen von Fannie Mae und Freddie Mac. Für die New York FED erstellte BlackRock tägliche Risikoberichte über die von der Notenbank erworbenen hypothekenbesicherten Wertpapiere. Laut Vanity Fair hielten sowohl die verantwortlichen Politiker in Washington, als auch die Akteure an der Wall Street, BlackRock für die beste Wahl. Denn das Unternehmen verfügte über die weltbeste Risikoanalyse.
2009 übernahm BlackRock die Global Investors Unit (BGI) von Barclays. Der Deal beinhaltete auch das Indexfonds-Geschäft iShares, einem bedeutenden Anbieter von börsengehandelten Fonds (ETFs). BlackRock konnte damit erstmals sowohl aktive als auch passive Anlagestrategien aus einer Hand anbieten. Durch den Deal erhielt Barclays einen Anteil von fast 20 % an BlackRock. Im selben Jahr stieg der Konzern zum größten Vermögensverwalter der Welt auf.

### 2010–2019

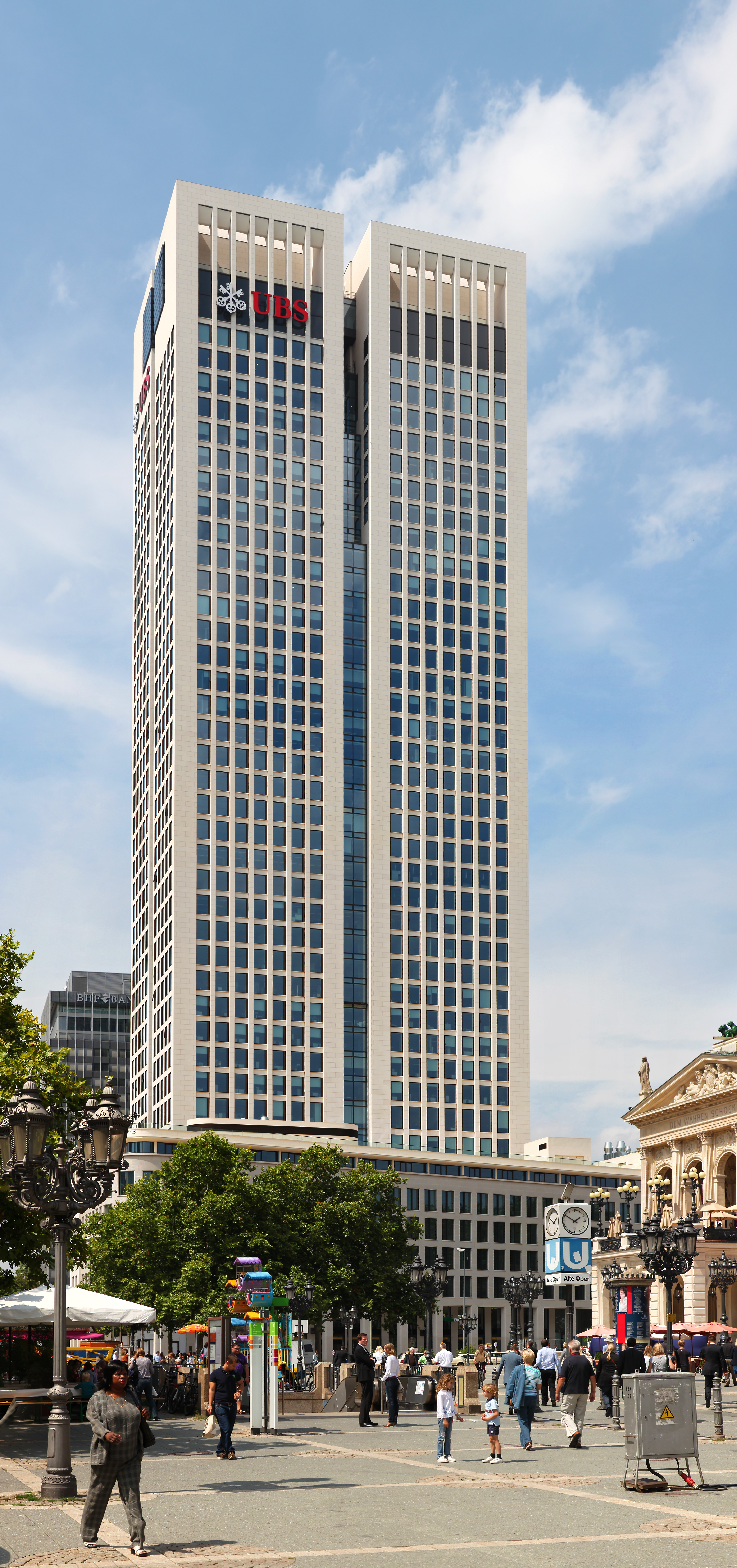
BlackRocks Deutschlandzentrale im Opernturm, Frankfurt am Main

2010 wird BlackRock von seinem Mitgründer und damaligen CEO von Evercore Partners Ralph Schlosstein als wichtigste Finanzinstitution der Welt bezeichnet.
Am 1. April 2011 stieg BlackRock in den S&P 500 auf.
Seit 2012 betreut der Schweizer Ökonom und Politologe Philipp Hildebrand bei BlackRock in London als Vice-Chairman (Co-Vorsitzender) institutionelle Anleger in Europa, dem Nahen Osten, Afrika und Asien sowie Investoren aus dem pazifischen Raum.
2013 wird BlackRock auf der Fortune-Liste der 50 am meisten bewunderten Unternehmen der Welt (World’s Most Admired Companies) geführt. 2014 war BlackRock nach einem Bericht des Economist mit 4 Billionen US-Dollar der weltweit größte Vermögensverwalter und damit größer als die größte Bank der Welt, die Industrial and Commercial Bank of China. Diese verwaltet ein Vermögen von 3 Billionen US-Dollar.
Ende 2014 wird in einem Bericht des Sovereign Wealth Fund Institute festgestellt, dass 65 % des von BlackRock verwalteten Vermögens von institutionellen Anlegern und 35 % von Privat- und Kleinanlegern stammt.
2015 verwaltete BlackRock 4,7 Billionen US-Dollar. Im März 2017 gab BlackRock eine Restrukturierung seiner aktiv-gemanagten Fonds mit einem verwalteten Vermögen von 8 Milliarden US-Dollar bekannt. Viele Fondsmanager verloren ihren Job und wurden durch quantitative Strategien ersetzt. Im selben Jahr trug iShares etwa 1,41 Billionen US-Dollar oder 26 % zum verwalteten Vermögen bei und 37 % zu den Einnahmen aus Gebühren. Das insgesamt verwaltete Vermögen stieg auf 5,4 Billionen US-Dollar.
Im März 2016 wurde der deutsche Rechtsanwalt und CDU-Politiker Friedrich Merz zum Aufsichtsratsvorsitzenden und Berater der BlackRock Asset Management Deutschland AG ernannt. Anfang Februar 2020 kündigte Merz an, sein Aufsichtsratsmandat bei BlackRock zum Ende des ersten Quartals 2020 zu beenden und sich zeitlich mehr politisch zu betätigen.
Im Zuge von Ermittlungen zu Cum-Ex-Geschäften durchsuchten Steuerfahnder im November 2018 Geschäftsräume des Unternehmens in München.
2019 gründete BlackRock die BlackRock Retirement Solutions Group, welche Lösungen für die Rentenkrise in vielen Ländern der Welt entwickeln soll. Zwei Drittel des verwalteten Vermögens von BlackRock stammt von Renten- und Pensionskassen sowie der privaten Altersvorsorge von Kleinanlegern.

### seit 2020
Im Januar 2020 kündigte Larry Fink an, sich stärker gegen den Klimawandel engagieren zu wollen. Er gab eine Reihe von Neuerungen bekannt. Dazu gehört etwa, dass sich BlackRock in seinen aktiv-gemanagten Fonds bis Mitte 2020 von allen Kohleinvestitionen trennen wolle.
Im Zuge der Wirtschaftskrise 2020–2021 wurde BlackRock von der US-Regierung mehrfach konsultiert, um die Notfallprogramme zur Konjunkturstabilisierung zu planen.
Im März 2020 erhielt BlackRock von der Fed den Zuschlag, zwei Kaufprogramme der Notenbank für Unternehmensanleihen in Reaktion auf die Wirtschaftskrise 2020/21 zu managen. Außerdem stellte BlackRock der Fed Risikoanalyse-Dienstleistungen beim Kauf von hypothekenbesicherten Wertpapieren für Immobilienkredite von Ginnie Mae, Fannie Mae und Freddie Mac zur Verfügung.
Im Mai 2020 verkaufte PNC, der bis dato größte Anteilseigner an BlackRock, seinen Anteil.
Im August 2020 erhielt BlackRock von der China Securities Regulatory Commission die Zulassung, ein Investmentfondsgeschäft im Land aufzubauen. Damit ist BlackRock der erste ausländische Vermögensverwalter, der in China operieren darf.
Im Juni 2023 beantragte BlackRock bei der United States Securities and Exchange Commission (SEC) die Auflegung eines Bitcoin ETF und im November 2023 einen weiteren Antrag für einen Ethereum ETF. Der Antrag für den Spot-Bitcoin-ETF und 10 weitere wurden am 10. Januar 2024 genehmigt. Larry Fink hatte sich zuvor noch skeptisch über Kryptowährungen geäußert, änderte später jedoch seine Meinung. Im Juli 2025 verwaltete BlackRock Bitcoins mit einem Wert von 75 Milliarden US-Dollar und erzielte damit höhere Gebühreneinnahmen als mit seinem S&P 500-ETF.
Im Januar 2024 kündigte BlackRock an, dass es den Investmentfonds Global Infrastructure Partners für 12,5 Milliarden Dollar übernehmen würde. Im Dezember 2024 folgte die Übernahmen von HPS Investment Partners für 12 Milliarden Dollar, womit BlackRock seine Marktposition im schnell wachsenden Geschäft für Privatkredite ausbaute.
Im April 2025 beantragte Blackrock bei der SEC die Einführung einer neuen Klasse seines 150 Milliarden Dollar schweren Geldmarktfonds, der auf einer Blockchain registriert ist.

## Unternehmen

### Kennzahlen
| Geschäftsjahr | Verwaltetes Vermögen in Billionen USD | Gesamtumsatz in Mrd. USD | Gewinn nach Steuern in Mrd. USD | Bilanzsumme in Mrd. USD | Dividende pro Aktie in USD | Mitarbeiter weltweit |
| ------------- | ------------------------------------- | ------------------------ | ------------------------------- | ----------------------- | -------------------------- | -------------------- |
| 2008          | 1,307, S. 2.                          | 5,063                    | 0,786                           | 19,924                  | 3,12                       |                      |
| 2009          |                                       |                          |                                 |                         |                            |                      |
| 2010          |                                       |                          |                                 |                         | 4,00                       |                      |
| 2011          | 3,513                                 | 9,081                    | 2,339                           | 179,896                 | 5,50                       | 10.100               |
| 2012          | 3,792                                 | 9,337                    | 2,440                           | 200,451                 | 6,00                       | 10.500               |
| 2013          | 4,324                                 | 10,180                   | 2,951                           | 219,873                 | 6,72                       | 11.400               |
| 2014          | 4,652                                 | 11,081                   | 3,264                           | 239,808                 | 7,72                       | 12.200               |
| 2015          | 4,645                                 | 11,401                   | 3,352                           | 225,261                 | 8,72                       | 13.000               |
| 2016          | 5,148                                 | 11,210                   | 3,172                           | 220,177                 | 9,16                       | 13.000               |
| 2017          | 6,288                                 | 12,652                   | 4,970                           | 220,217                 | 10,00                      | 13.900               |
| 2018          | 5,976                                 | 14,198                   | 4,305                           | 159,573                 | 12,02                      | 14.900               |
| 2019          | 7,430                                 | 14,539                   | 4,476                           | 168,622                 | 13,20                      | 16.200               |
| 2020          | 8,677                                 | 16,205                   | 4,932                           | 176,982                 | 14,52                      | 16.500               |
| 2021          | 10,010                                | 19,374                   | 5,901                           | 152,648                 | 16,52                      | 18.400               |
| 2022          | 8,594                                 | 17,873                   | 5,178                           | 117,628                 | 19,52                      | 19.800               |
| 2023          | 10,008                                | 17,859                   | 5,502                           | 123,211                 | 20,00                      | 19.800               |
| 2024          | 11,551                                | 20,407                   | 6,369                           | 138,615                 |                            | 21.100               |

### Aktionärsstruktur
Der norwegische Staatsfonds, der von 2014 bis 2016 über 5 % an BlackRock hielt, hat mittlerweile seinen Anteil deutlich auf unter 2 % reduziert. Die PNC war März 2018 mit 25 % BlackRocks größter Anteilseigner, kündigte im Mai 2020 jedoch an, alle Anteile im Wert von 17 Milliarden US-Dollar verkaufen zu wollen.
BlackRock liegt zu über 77 Prozent im Besitz institutioneller Anleger. Die 10 größten Anteilseigner werden, mit Stichtag 30. Juni 2022,  in der folgenden Tabelle aufgelistet.
| Anteilseigner                   | Land               | Aktien     | Anteil  | Wert der Beteiligung |
| ------------------------------- | ------------------ | ---------- | ------- | -------------------- |
| The Vanguard Group              | Vereinigte Staaten | 13.047.531 | 8,65 %  | 7.792.768.492 $      |
| BlackRock Inc.                  | Vereinigte Staaten | 9.521.636  | 6,32 %  | 5.686.892.410 $      |
| State Street Corporation        | Vereinigte Staaten | 6.059.542  | 4,02 %  | 3.619.122.114 $      |
| Temasek Holdings Ltd.           | Singapur           | 5.092.825  | 3,38 %  | 3.041.740.709 $      |
| Bank of America Corp.           | Vereinigte Staaten | 4.156.640  | 2,76 %  | 2.482.594.846 $      |
| Capital International Investors | Vereinigte Staaten | 3.488.119  | 2,31 %  | 2.083.313.988 $      |
| JP Morgan Chase & Company       | Vereinigte Staaten | 3.433.766  | 2,28 %  | 2.050.851.114 $      |
| Wellington Management Group     | Vereinigte Staaten | 3.095.149  | 2,05 %  | 1.848.608.721 $      |
| Morgan Stanley                  | Vereinigte Staaten | 2.841.371  | 1,88 %  | 1.697.037.271 $      |
| Capital World Investors         | Vereinigte Staaten | 2.776.396  | 1,84 %  | 1.658.230.302 $      |
| Gesamt                          |                    | 53.512.975 | 35,49 % | 31.961.159.967 $     |

### Unternehmensbereiche
BlackRock ist weltweit in 30 Ländern mit 70 Außenstellen vertreten, darunter auch in Europa und Deutschland. Die Kunden des Unternehmens verteilen sich auf 100 verschiedene Länder. Viele Klienten haben ihren Sitz in Europa, darunter die UBS, die Europäische Zentralbank und das britische Finanzministerium. BlackRocks Kunden sind Privatanleger und Institutionen, wie Banken, Pensionskassen, Stiftungen, Versicherungen, Staatsfonds und Zentralbanken.
Die deutschen Geschäftsstellen von BlackRock befinden sich in der 23. sowie 41. Etage des Opernturms in Frankfurt am Main sowie am Lenbachplatz in München.

#### iShares
BlackRocks größter Unternehmensbereich ist iShares. Dahinter steht eine Produktfamilie von über 800 börsengehandelten Fonds (ETF) mit über 2 Billionen Dollar verwaltetem Vermögen. iShares ist der weltweit größte Anbieter von ETFs. iShares bot als einer der ersten Anbieter in Deutschland monatliche ETF-Sparpläne für Kleinanleger an. In Deutschland liegt das von BlackRock verwaltete Vermögen im dreistelligen Milliardenbereich (Stand 2018).
iShares ETFs werden von vielen Privatanlegern zur Altersvorsorge genutzt.

#### BlackRock Solutions
BlackRock Solutions ist die Risikomanagement- und Risikoanalyse-Division von BlackRock. Die Abteilung entwickelte sich aus dem Aladdin System, Green Package (Risiko Reporting Service), PAG (Portfolio-Analyse) und AnSer (interaktive Analysen). BlackRock Solutions hat 2 Aufgaben innerhalb des BlackRock Konzerns. Erstens ist es das in-House Investmentanalyse-System und arbeitet eng mit Portfoliomanagement Teams und jedem anderen Team des Investment-Prozesses zusammen. Zweitens bietet BlackRock Solutions seine Dienste auch institutionellen Anlegern an.
Das Aladdin System wird auch von externen Anlegern nachgefragt. Aladdin ist das Akronym für Asset, Liability, and Debt and Derivative Investment Network. Beispielsweise wird Aladdin von der DWS, einer Tochtergesellschaft der Deutschen Bank, genutzt. Das auf vier unbekannte Standorte verteilte IT-System führt 200 Millionen Kalkulationen pro Woche durch. An der Entwicklung des Systems sind 2000 IT-Spezialisten, Programmierer und Datenanalysten, die Unternehmens- und Wirtschaftsdaten auswerten, beteiligt. Das Aladdin System ist in der Lage sekündlich auszurechnen, welchen Wert die Aktien, Bonds, Devisen oder Kreditpapiere haben, die in milliardenschweren Anlageportfolios liegen. Gleichzeitig analysiert Aladdin, wie sich dieser Wert verändern dürfte, wenn sich das Umfeld verändert – die Konjunktur etwa oder die Umsatzzahlen, wenn Währungskurse fallen oder der Ölpreis steigt. Mittels Aladdin bewertet BlackRock die einzelnen Geldanlagen. Außer den konzerninternen Finanzprodukten von BlackRock wird mit Aladdin auch die Entwicklung von etwa 30.000 Investmentportfolios im Wert von etwa 15 Billionen Euro überwacht. Dieser Vermögenswert entspricht etwa 7 bis 10 % aller Vermögenswerte weltweit, die von über 170 Pensionsfonds, Banken, Versicherungen, Stiftungen und anderen institutionellen Anlegern stammen.
Anders als bei anderen Asset-Managern erklärt BlackRock, dass die Risikoanalyse kein separates Prozesselement im Unternehmen ist. Stattdessen sei die Risikoanalyse die Grundlage jedes unternehmensinternen Investmentprozesses.
Teil von BlackRock Solutions ist auch die eigene Beratungsabteilung, Financial Markets Advisory (FMA). Diese berät große Unternehmen, Notenbanken und Regierungen weltweit. Durch den Einsatz von Chinese Walls soll sie von anderen Abteilungen, besonders den unternehmenseigenen Investmentfonds, getrennt sein.

### Beteiligungen
BlackRock ist Großaktionär bei tausenden Unternehmen weltweit. Allerdings gehören BlackRock diese Anteile nicht, sondern der Konzern tritt als Treuhänder für seine Kunden auf. BlackRock war oder ist größter Einzelaktionär bei den Finanzunternehmen JPMorgan Chase, Bank of America und Citibank, bei Apple, McDonald’s und Nestlé (Stand August 2015) sowie bei den Energiekonzernen ExxonMobil und Shell. (Stand Dezember 2013) Als einzige ausländische Anlagegesellschaft hält BlackRock an allen DAX-Unternehmen umfangreiche Beteiligungen und ist bei einem Drittel aller DAX-Unternehmen größter Einzelaktionär. Über verschiedene Fonds ist BlackRock größter Einzelaktionär bei der Deutschen Bank, der Lufthansa, der Bayer AG, der BASF und der Deutschen Börse. Ende 2015 kontrollierte BlackRock durchschnittlich 5,3 Prozent des Aktienkapitals von jedem deutschen DAX-Unternehmen und besitzt rund 10,7 Prozent des von institutionellen Anlegern gehaltenen Streubesitzes im DAX. (Stand Juni 2016) Zusammengerechnet sind die DAX-Beteiligungen von BlackRock mehr als 50 Milliarden Euro wert. BlackRock ist mit weitem Abstand größter Einzelaktionär an den Unternehmen der Deutschen Börse.
Die Anteile von BlackRock an 34 der 40 im DAX gelisteten Unternehmen sind (Stand Juni 2022):
- 14,80 % – Qiagen
- 10,03 % – MTU Aero Engines
- 7,91 % – Vonovia
- 7,60 % – Linde plc
- 7,17 % – Bayer
- 7,01 % – RWE
- 7,00 % – Infineon
- 6,97 % – Merck
- 6,94 % – Allianz
- 6,80 % – Symrise
- 6,59 % – Deutsche Börse
- 6,16 % – Siemens
- 6,07 % – Covestro
- 5,41 % – SAP
- 5,23 % – Deutsche Bank
- 5,23 % – Brenntag
- 6,47 % – Münchener Rück
- 5,15 % – BASF
- 5,10 % – Adidas
- 4,97 % – Zalando
- 4,93 % – HeidelbergCement
- 4,91 % – Deutsche Telekom
- 4,88 % – Mercedes-Benz Group
- 4,85 % – Puma
- 4,84 % – E.ON
- 4,83 % – HelloFresh
- 4,77 % – Deutsche Post
- 4,74 % – Fresenius
- 3,26 % – Fresenius Medical Care
- 3,00 % – BMW

- 2,99 % – Daimler Truck
- 2,99 % – Beiersdorf
- 2,98 % – Hannover Rück
- 2,97 % – Continental

Insgesamt hält Blackrock somit an 45 % aller DAX-Unternehmen über 5 Prozent aller Aktien.
Gegenüber dem Stand vom 16. Juni 2014 hat BlackRock unter anderem seine Anteile an Autoherstellern reduziert und erheblich in deutsche Immobilienunternehmen (im DAX vertreten durch Vonovia) investiert.
Im Zuge des Russisch-Ukrainischen Kriegs verlor Blackrock bis März 2022 durch seine Fonds etwa 17 Milliarden Dollar.
Im November 2022 unterzeichnete das ukrainische Wirtschaftsministerium ein MOU, wonach Blackrock beraten solle bei der Entwicklung eines Rahmenwerkes zum Wiederaufbau der Ukraine. Im Dezember 2022 gab der ukrainische Präsident bekannt, gemeinsam mit Blackrock alle potenziellen Investoren und Mitwirkende beim Wiederaufbau der Ukraine zu koordinieren. Seit Kriegsbeginn hatte Blackrock (wie auch Pimco und weitere Investmentgesellschaften) aus Kulanz auf Zinszahlungen verzichtet; im Mai 2024 berichtete das WSJ, dass diese „Schonfrist“ mit Jahresfrist auslaufen solle.
Mit einer Erhöhung der Anteile auf 5,25 Prozent im Mai 2025 ist BlackRock derzeit größter Aktionär Rheinmetalls.

## Einfluss

### Treuhänder
Aus seinem Status als Treuhänder leitet BlackRock die Verpflichtung ab, mit den Unternehmen zu interagieren, an denen es Anteile hält. Zu diesem Zweck etablierte BlackRock ein sogenanntes Investment Stewardship Team, welches mit den Unternehmen kommuniziert und BlackRocks Positionen vertritt. Darüber hinaus gibt es weitere Vorgehensweisen, wie BlackRock Einfluss auf die Unternehmen nimmt. Dazu gehören der jährliche Brief an die CEOs, sowie eine ESG-Initiative.

#### Brief an die CEOs
BlackRock-CEO Larry Fink schreibt seit 2012 jedes Jahr einen Brief an die CEOs der Unternehmen, an denen BlackRock Anteile hält. Der Brief wird in Unternehmenskreisen und am Kapitalmarkt breit diskutiert. Auch die allgemeine Öffentlichkeit zeigte Interesse an dem jährlichen Rundschreiben. In seinen Briefen macht Fink immer wieder deutlich, wie wichtig langfristige Geschäftsmodelle für den Erfolg von Unternehmen sind. Außerdem mahnt er die Einhaltung von ESG-Kriterien an.
2022 stellte er die transformative Kraft des Kapitalismus in den Mittelpunkt. Fink forderte die CEOs auf, den Stakeholder-Kapitalismus zu verfolgen und damit die Interessen von Mitarbeitern, Kunden und der Gemeinschaft stärker zu berücksichtigen. Dies sei keine politische Ideologie, denn nur so würden Unternehmen langfristig ihre Profitabilität sicherstellen können. Außerdem kündigte Fink an, dass BlackRock alle seine Kunden, einschließlich Privatanlegern, an der Stimmrechtsausübung der von BlackRock verwalteten Anteile beteiligen wird, wenn dies gewünscht ist.

#### ESG-Initiative
BlackRock setzt seine hohe Beteiligungsquote an Unternehmen ein, um ESG-Probleme zu konfrontieren. Dazu stimmt sich BlackRock mit aktivistischen Investoren und Investoren-Netzwerken wie dem Carbon Disclosure Project ab. So wurde 2017 z. B. auf der ExxonMobil Hauptversammlung beschlossen, dass sich der Konzern stärker gegen den Klimawandel engagieren muss. 2018 forderte BlackRock die Unternehmen im Russell 1000 Index auf, ihre geschlechtsspezifische Diversität zu erhöhen, wenn ihrem Verwaltungsrat weniger als 2 Frauen angehörten.
Im Brief an die CEOs des Jahres 2020 kündigte BlackRock eine Ausweitung seines ESG-Engagements durch das Investment Stewardship Team an. Außerdem wurde eine größere Transparenz hinsichtlich BlackRocks Interaktionen mit Unternehmen versprochen und entsprechende Dokumente publiziert. Ferner wurde eine neue ESG-Strategie veröffentlicht.
BlackRock führt nun eine dedizierte Liste von Unternehmen, die wegen ihrer Klimarisiken unter besonderer Beobachtung durch das Investment Stewardship Team stehen. Das seien Unternehmen, die bei der Integration von Klimarisiken in ihre Geschäftsmodelle oder bei deren Offenlegung keine ausreichenden Fortschritte gemacht hätten. Dies gefährde den langfristigen Unternehmenswert. Im Juli 2020 standen 244 Unternehmen auf dieser Liste, darunter einige deutsche Konzerne, wie die Daimler AG, die Lufthansa Group, Uniper SE und HeidelbergCement. Bei diesen Konzernen behält sich BlackRock vor, auf Hauptversammlungen gegen die Unternehmensführung zu stimmen. Im Falle der genannten deutschen Konzerne wurde bereits negativ abgestimmt.
Anfang 2025 verließ BlackRock das Klimabündnis „Net Zero Asset Managers Initiative“. Schon zuvor hatte man einen Rückzieher bei ESG-Investments angekündigt und diesen weniger Bedeutung beigemessen.

### Beratungsdienstleistungen
Neben seinem Einfluss aus treuhänderischen Pflichten bietet BlackRock auch Beratungsdienstleistungen an. Die geschieht über die Beratungseinheit BlackRock Financial Markets Advisory (FMA). Es wird diskutiert, inwiefern BlackRocks Größe in diesem Markt eine Marktmacht darstellt. BlackRock betont, dass seine Größe ein Vorteil sei, denn nur so könnten bestimmte Beratungen effizient und effektiv durchgeführt werden. Außerdem herrsche ein harter Wettbewerb auf dem Markt für Beratungsdienstleistungen. Daneben verfügt das Unternehmen über einen Verhaltenskodex (Code of Conduct), der genau festlegt, wie im potentiellen Fall von Interessenkonflikten zu verfahren sei.
Zentralbanken wie die US-amerikanische Fed, die Europäische Zentralbank (EZB), Finanzministerien und Staatsfonds lassen sich von den BlackRock-Experten beraten. So entwarf der Konzern das EZB-Kaufprogramm für Kreditverbriefungen (ABS), weil die Notenbanker Fachwissen von außen brauchten. In Griechenland und Zypern prüfte BlackRock als Experte für komplizierte Finanzprodukte die Bankbilanzen und beriet die Regierungen gegen Honorar. Im Zuge der Coronavirus-Krise wurde BlackRocks Beratungseinheit „Financial Markets Advisory“ (FMA) im März 2020 von der Fed beauftragt, die Zentralbank bei insgesamt 3 verschiedenen Anleihekaufprogrammen zu beraten.
BlackRock Mitarbeiter führten persönliche Gespräche mit dem ehemaligen Präsidenten der Europäischen Zentralbank (EZB), Mario Draghi. Die EZB, deren Geldpolitik die Finanzmärkte prägt, braucht diesen Austausch nach eigenen Angaben, um die Dynamik an den Märkten zu verstehen. Angemerkt wurde der sich daraus ergebende potenzielle Informationsvorteil für BlackRock gegenüber kleineren Fonds-Häusern. Die Notenbanker geben allerdings an, dass in den Gesprächen keine geschäftsrelevanten Informationen diskutiert wurden. In jedem Fall sind Investmentgeschäfte auf Grundlage vertraulicher Informationen Insiderhandel und somit illegal. Die Finanzindustrie hat daher Praktiken entwickelt, um derartiges Verhalten auszuschalten. Der Austausch zwischen der Beratung und Fonds-Managern wird durch den Einsatz von Chinese Walls verhindert. Diese kamen auch hier zum Einsatz. Belege für einen Bruch dieser Sicherheitsvorkehrungen gibt es nicht.

### Darstellungen in Medien
Neben dem Einfluss, der über seine legalen Treuhand- oder Beratungsmandate erwächst, wird in einigen Darstellungen auch über weitere Einflusspotentiale BlackRocks diskutiert. Dabei wird BlackRock z. B. politische Einflussnahme unterstellt. Andere Autoren weisen darauf hin, dass BlackRock ein beliebtes Ziel für Verschwörungstheorien sei. BlackRocks Einflussmöglichkeiten wären sehr viel geringer als oftmals angenommen.
Die Journalistin Heike Buchter hat ein Buch geschrieben, in welchem sie BlackRocks Einfluss darstellt. Buchter folgert aus ihrer Arbeit, dass keine Regierung oder Behörde einen so umfassenden und tiefen Einblick in die globale Finanz- und Unternehmenswelt hätte, wie BlackRock. In einem Interview zum Buch wies die Autorin auch auf mögliche Interessenskonflikte bei BlackRock hin. Es wurde allerdings angemerkt, dass sich Buchters Recherche kaum durch zuverlässige Quellen belegen ließe. Denn die Autorin stütze sich hauptsächlich auf anonyme Insiderberichte. Außerdem würde in ihrem Buch die Grenze zwischen Fakt und Fiktion verschwimmen. In einem Interview stellte Heike Buchter klar, dass sie Verschwörungstheorien ablehne und nicht denke, dass BlackRock eine böse Macht sei.
Arte veröffentlichte im September 2019 eine Dokumentation, die sich ebenfalls mit BlackRock unter dem Titel Die unheimliche Macht eines Finanzkonzerns auseinandersetzte. Die Dokumentation untersuchte, welchen Einfluss BlackRock auf Unternehmen, Politiker und ganze Länder hätte. In Rezensionen wurde kritisiert, dass der Film sehr undifferenziert sei und ein verzerrtes Bild des Konzerns liefern würde.
Adam Curtis’ Dokumentarfilm HyperNormalisation von 2016 führt BlackRocks Aladdin-System als Beispiel dafür an, wie moderne Technokraten versuchen, die Komplikationen der realen Welt zu bewältigen.

## Kritik

### Engagement während der Weltfinanzkrise
BlackRock ist wegen mehrerer Einsätze für die US-Regierung in die Kritik geraten, da das Unternehmen bei annähernd allen Rettungsaktionen während der Weltfinanzkrise seit 2007 beteiligt war. Allein für die Abwicklung der Portfolios der Investmentbank Bear Stearns und des Versicherungsunternehmens AIG erhielt BlackRock mindestens 180 Millionen Dollar von der US-Notenbank Fed unter dem damaligen Vorsitzenden Ben Bernanke. Danach unterstützte BlackRock die amerikanische Zentralbank bei Milliardengeschäften mit Hypothekenpapieren und beriet sie beim Einstieg bei der Citigroup. Die Fed heuerte zudem BlackRock-Experten an, um die öffentlich-rechtlichen Hypothekenbanken Fannie Mae und Freddie Mac zu untersuchen. BlackRock agierte während der Finanzkrise auf Risiko und Kosten der Steuerzahler. „BlackRock gehört zu den großen Gewinnern der Rettungsaktion“, sagte Michael Smallberg vom Project on Government Oversight, einer unabhängigen Organisation in Washington, die Entscheidungen der US-Regierung kontrolliert. Allerdings hätte damals wohl niemand anders die Expertise gehabt, auf die Schnelle diese Aufgabe zu übernehmen, so ein Manager einer internationalen Großbank.

### Common Ownership
BlackRock und andere große ETF-Anbieter wie Vanguard und State Street wurden von einzelnen Autoren für Common Ownership kritisiert. Common Ownership bezeichnet den Besitz von Anteilen an mehreren konkurrierenden Unternehmen eines Industriesektors. Dadurch sollen sich wettbewerbssenkende Effekte zulasten der Verbraucher ergeben.
Der Artikel Anticompetitive Effects of Common Ownership von Jose Azar, Martin C. Schmalz und Isabel Tecu konstatiert einen empirischen Effekt von großen ETF-Anbietern auf das Konkurrenzverhalten zwischen Unternehmen des US-amerikanischen Luftverkehrs-Sektors. Laut den Verfassern besteht eine Korrelation zwischen der Common Ownership Zusammensetzung auf einer Flugroute und den Preisen der Flugtickets. Laut der Studie liegen die Ticketpreise auf Routen mit hoher Common Ownership etwa 11 % höher als auf Routen mit geringer Common Ownership. Die Autoren erkennen zwar die positiven Effekte von ETFs hinsichtlich Diversifikation und Governance an, aber sie sehen versteckte soziale Kosten. BlackRock bestreitet die Validität der verwendeten Daten.
Die deutsche Monopolkommission hat Common Ownership unter dem Stichwort „Indirekte Horizontale Unternehmensverflechtungen“ ebenfalls untersucht. Zwar können bisher keine empirische messbaren Effekte für den deutschen bzw. europäischen Markt konstatiert werden, allerdings sieht die Monopolkommission das Potential für Wettbewerbsverzerrungen.
Eine europäische Studie und Review der Literatur von Alec J. Burnside und Adam Kidane kommt zu dem Ergebnis, dass bisher keine abschließende Bewertung der Common Ownership Problematik möglich sei. Sie kritisieren die Annahmen von Azar, Schmalz und Tecu. Die genannten Autoren würden 2 grundlegende Kategorien verwechseln: Eigentum und Management von Assets. Vermögensverwalter wie BlackRock würden oftmals nur als Treuhänder auftreten, während die Stimmrechte weiterhin bei den Eigentümern verbleiben. Außerdem sind auch die Vorstände der Unternehmen Treuhänder und würden besonders in den USA strengen treuhänderischen Pflichten (fiduciary duties) unterliegen. Der von Azar, Schmalz und Tecu dargestellte Fall würde auf einen Verstoß dieser treuhänderischen Pflichten hindeuten und wäre somit illegal. Abschließend warnen die Autoren die Wettbewerbsbehörden davor, voreilige regulative Schlüsse zu ziehen und fordern zunächst einen breiten akademischen Konsens.
2019 wehrte sich BlackRock gegen einen Vorschlag der Federal Trade Commission, Common Ownership bei institutionellen Investoren zu limitieren. Dazu legte das Unternehmen eine eigene wissenschaftliche Untersuchung vor, welche zeigen sollte, dass Common Ownership kein Problem für die Branche darstelle.

### Systemisches Risiko
Sowohl das ETF-Geschäft als auch die Plattform Aladdin gelten als mögliche systemische Risikoquellen. Im Zuge der Wirtschaftskrise 2020–2021 während der COVID-19-Pandemie erwiesen sich beide Bereiche als stabil.

#### ETF
Der Hedgefonds Investor Carl Icahn hält BlackRock für ein Systemrisiko, das die Stabilität der globalen Finanzmärkte gefährde. Icahn begründet diese Einschätzung mit der wachsenden Verbreitung von börsennotierten Fondsprodukten wie ETFs. Er befürchtet, dass diese sich in Krisenzeiten als illiquide erweisen. In einem von NBC übertragenen Schlagabtausch mit BlackRock-CEO Fink warnte Icahn vor BlackRocks Marktmacht. Icahns Investmentfonds steht im direkten Wettbewerb zu den Indexprodukten von BlackRock. Dieser Einschätzung widersprach der deutsche Ökonom Jan Pieter Krahnen. Die Größe von Investoren an sich sei kein Problem für die Finanzstabilität.
Weitere Bedenken zum Systemrisiko von großen Vermögensverwaltern äußerten die Autoren eines INSEAD Diskussionspapiers Massimo Massa, David Schumacher und Yan Wang. Sie hatten das Anlegerverhalten im Nachgang des Erwerbs von Barclays Global Investors durch BlackRock untersucht. In diesem Fall zeigte sich, dass Anleger es vermeiden würden, Assets mit konzentrierten Besitzverhältnissen zu halten. Im Fall eines idiosynkratischen Schocks des großen Anteilseigners könnte dies zu höherer Fragilität führen. Die Autoren weisen darauf hin, dass weitere Forschung nötig ist und es sich um eine Einzelstudie handelt.
Der Europäische Ausschuss für Systemrisiken hat das systemische Risiko von ETFs untersucht. Der Bericht nennt vier Kanäle, die das Potenzial haben, zu einer Erhöhung des systemischen Risikos durch ETFs zu führen: Erstens können ETFs zu einer höheren Volatilität und Co-Bewegung von Asset-Preisen führen, besonders in Zeiten von Marktstress und wenn die dem Index zugrundeliegenden Assets sehr illiquide sind. Zweitens können sich ETF Preise von ihren zugrundeliegenden Indizes in Phasen von Marktstress entkoppeln. Dies hätte Folgen für Finanzinstitutionen, die entweder eine hohe ETF-Exposition haben, oder diese zum Liquiditätsmanagement einsetzen. Drittens könnten ETFs Investoren dazu bringen, große miteinander korrelierte Expositionen einzugehen, welche zu Ansteckungseffekten im Falle einer Krise führen könnten. Viertens sehen die Autoren operationale Risiken hinsichtlich der starken Marktkonzentration auf dem ETF-Markt. Die Autoren räumen aber ein, dass es sich hierbei um theoretische Risiken handelt. Bisher gibt es keine empirische Forschung, welche die genannten Zusammenhänge überzeugend belegt.

#### Aladdin
Im Januar 2020 veröffentlichte die britische Finanzaufsichtsbehörde Financial Conduct Authority (FCA) eine Stellungnahme, worin sie ihre Bedenken über die prominente Marktstellung von BlackRocks Risikoanalyse-System Aladdin äußerte. Die FCA zeigte sich darin über die starke Marktkonzentration besorgt. In Krisensituationen oder bei einem Systemfehler könnte durch Aladdin ein Herdenverhalten ausgelöst werden, mit negativen Folgen für die Finanzstabilität.

### US-Lobbyismus
Im September 2019 veröffentlichte das Center for Accountability einen Report, welcher die Lobbyaktivitäten von BlackRock in den USA untersucht und aufzeigt, dass BlackRock seit der Finanzkrise 2008 ihre Lobbyaktivitäten sowie das Spendenaufkommen an Politiker sichtbar ausgeweitet hat. BlackRock versuchte dem Report nach, von den US-Behörden als „nicht-systemrelevant“ eingestuft zu werden, um einer engmaschigen Kontrolle durch staatliche Akteure zu entgehen.

### Verletzung der Meldepflichten
BlackRock hat in mehreren Fällen gegen gemäß §§ 21, 22 und 25 Wertpapierhandelsgesetz bestehende Meldepflichten verstoßen. Bei dem Vergehen handelt es sich um eine Ordnungswidrigkeit. BlackRock kam selbstständig auf die BaFin zu und kooperierte mit dieser. Die Finanzaufsicht verhängte daraufhin eine Geldbuße in Höhe von 3,25 Millionen Euro. BlackRock kündigte eine Optimierung der internen Prozesse an. Im April 2020 kam es nach einer Selbstanzeige von BlackRock zu einem weiteren Bußgeld in Höhe von 744.000 Euro.

### Greenwashing
BlackRock wird im Rahmen seiner ESG-Initiative der Vorwurf des Greenwashing gemacht. Verschiedene Nichtregierungsorganisationen fordern BlackRock auf, mehr gegen klimaspezifische Geschäftsrisiken in seinem Portfolio zu tun. Angemerkt werden dabei unzureichende Fortschritte bei der angekündigten ESG-Initiative. Dies beinhaltet Forderungen nach einem vollständigen Boykott von Unternehmen mit hohen Klimarisiken.
In Reaktion auf BlackRocks Ankündigung, sich in seinen aktiven Investmentfonds von Kohleproduzenten zu trennen, wurden ebenfalls Forderungen nach mehr Engagement laut. Ein gemeinsamer Report der Organisationen Urgewald und Reclaim Finance zeigte auf: Nur Betreiber von Kohlebergwerken seien von BlackRock-Investments ausgeschlossen und nur, sofern diese mehr als 25 % ihres Umsatzes mit Kohle erzeugten. In Kraftwerksbetreiber würde weiterhin investiert. Der Report führt an, dass BlackRock somit weiterhin Kohleinvestments in Höhe von mindestens 85 Milliarden Dollar hält. Die Autoren fordern BlackRock zum Verkauf dieser Anteile auf.
BlackRock unterstützt maßgeblich Unternehmen, die für die Abholzung des Regenwalds verantwortlich sind, und hat in fossile Energien investiert.
Mehrere republikanisch regierte amerikanische Bundesstaaten, darunter Missouri und Louisiana, werfen BlackRock hingegen vor, zu sehr die Kriterien für Umwelt, Soziales und gute Unternehmensführung (ESG) in den Mittelpunkt ihrer Investmentstrategie zu rücken, was auf Kosten der Rendite gehe.

### BlackRock Tribunal in Deutschland
Vom 26. bis 27. September 2020 veranstaltete eine Arbeitsgruppe um den emeritierten Soziologen Peter Grottian in Berlin ein symbolisches Tribunal um auf die vielfältige Kritik am Finanzkonzern aufmerksam zu machen. Die Anklägerrolle übernahm der Journalist Werner Rügemer, der mehrere kritische Bücher über Finanzkonzerne geschrieben hat, die Verteidigerrolle übernahm der Kabarettist Max Uthoff. Schwerpunkte waren die Zerstörung der Demokratie, die preistreibenden Aktivitäten von BlackRock am Wohnungsmarkt, Förderung von Aufrüstung und Krieg sowie Zerstörung der Umwelt. Hierzu sagten Jörg Cezanne, MdB Die Linke, Christoph Trautvetter, vom Netzwerk Steuergerechtigkeit, die Filmemacherin Gaby Weber, Rouzbeh Taheri vom Volksbegehren „Deutsche Wohnen & Co enteignen“  der Politikwissenschaftler Philipp Metzger, Niklas Hoves von der Initiative gegen Rheinmetall/Ethecon sowie Sven Giegold von Bündnis 90/Die Grünen aus. In der Folge veranstaltete die Arbeitsgruppe „Blackrock Tribunal“ weitere Blackrock-Konferenzen 2022 und 2023, auf denen unter anderem die Beteiligung des Konzerns am Umbau der öffentlichen Rentensysteme in eine kapitalbasierte Rente diskutiert wurde.

### Kritik seitens der politischen Rechten
Für Aktivisten der US-amerikanischen Rechten gilt BlackRock als Teil des angeblich korrupten Washingtoner Systems. Die kritische Haltung wird auch von Vertreten der deutschen AfD übernommen. In dem nach der Präsidentenwahl 2024 veröffentlichten Buch „Dawn’s Early Light“ des Präsidenten der Heritage Foundation, Kevin D. Roberts, argumentiert dieser, um „eine Tradition neu zu erschaffen“, müssten die bestehenden ausgehöhlten Institutionen „niedergebrannt werden“. Als Beispiele nennt er neben dem FBI, der New York Times und dem Weltwirtschaftsforum  auch BlackRock.

## Dokumentarfilme
- Geld regiert die Welt | Die Macht der Finanzkonzerne, Dokumentarfilm von Tilman Achtnich und Hanspeter Michel, Deutschland 2014, Produktion: SWR, Erstausstrahlung am 13. Januar 2014.[195]
- BlackRock. Die unheimliche Macht eines Finanzkonzerns. Regie: Tom Ockers, Deutschland 2019, 90 Minuten. (Arte am 17. September 2019; Arte Mediathek bis 1. Juli 2020, BlackRock - Die unheimliche Macht eines Finanzkonzerns | Doku | ARTE auf YouTube, 7. April 2020, abgerufen am 8. Mai 2020. – der Film lief unter dem Titel: Schattenmacht BlackRock auch am 17. Oktober 2019 auf ZDFinfo und am 5. März 2020 in Phoenix programm.ard.de phoenix.de)
- Zusätzlich gab es noch am 15. Oktober 2019 den 10.14 Minuten langen Frontal 21 Beitrag Schattenmacht BlackRock Einfluss auf Wirtschaft und Politik. von Joachim Bartz und Tom Ockers im ZDF (verfügbar bis 15. Oktober 2020)
- BlackRock - wie der Investorengigant die Finanzwelt lenkt. DW Nachrichten. Deutsche Welle 2021 youtube